# Sen natchniony
Sen natchniony – druga płyta zespołu Cisza jak ta wykonującego poezję śpiewaną.

## Lista utworów
1. Płacz
2. Jeśli zechcesz
3. Śpiew łodzi
4. Młody las
5. Ciepły sen o Bieszczadach
6. Zakochani nad morzem
7. Brodata makatka
8. Berceuse
9. Praga
10. W mieście
11. Jak niewiele ma znaków
12. Sen natchniony
13. Taką Ciebie wymyśliłem

## Twórcy
Zespół Cisza jak ta w składzie:
- Ilona Karnicka - skrzypce
- Mariusz Skorupa - gitary, harmonijka
- Ola Kot - śpiew, przeszkadzajki
- Mariusz Borowiec - gitara, śpiew
- Darek Bądkowski - gitara basowa
- Agnieszka Sosnowska - flet poprzeczny, śpiew
- Michał Łangowski - śpiew